# Giorgio IV Gurieli
Giorgio VIII di Imerezia, in georgiano გიორგი VIII?, detto anche Giorgi IV Gurieli o Giorgio IV di Guria (... – Batumi, 1726), è stato re d'Imerezia dal 1716 al 1720.

## Biografia
Giorgio era figlio primogenito di Mamia III Gurieli, principe di Guria, e di Elena, figlia del principe Giorgio Abashidze. Quando Mamia ottenne il trono d'Imerezia nell'ottobre del 1712, Giorgio venne creato da suo padre reggente del principato di Guria in opposizione a suo fratello minore, LEvan. Alla morte di Mamia il 5 gennaio 1714, Giorgio Gurieli divenne principe regnante. Nel 1716, l'opposizione imereziana guidata da Bezhan Dadiani, principe di Mingrelia, e dal principe Zurab Abashidze invitò le truppe ottomane a deporre re Giorgio VII d'Imerezia, rivale di Mamia Gurieli, e ad incoronare Giorgio Gurieli quale nuovo sovrano a Kutaisi. Il suo regno durò per soli tre mesi; il detronizzato re Giorgio VII col supporto del duca di Rach'a saccheggiò il tesoro dei Gurieli a Kutaisi ed a Salominao, mentre un'intera scorta guriana venne catturata e venduta in schiavitù. I Gurieli si spostarono da Kutaisi a Guria allarmati, mentre l'Imerezia venne divisa tra i Dadiani, gli Abashidze ed il duca di Rach'a.
Tornato nel nativo principato, Giorgio Gurieli dovette affrontare un colpo di stato ordito da sua madre Elena che fece intervenire le truppe dei Dadiani, degli Abashidze e del duca di Rach'a per espellere Giorgio e rimpiazzarlo con suo fratello minore, Kaikhosro III Gurieli, monaco e figlio favorito di Elena. Giorgio venne costretto a rifugiarsi presso Akhlatsikhe sotto la protezione del pascià locale. Qui incontrò il suo predecessore come re d'Imerezia in esilio, Giorgio VII, che aveva sposato la sorella di Gurieli, Tamar. Il pascià di Akhaltsikhe privò entrambi i Giorgio del proprio supporto e Gurieli si spostò a Erzurum dove, col supporto del locale pascià, riuscì a riconquistare il principato di Guria nel 1717, costringendo sua madre ed i suoi fratelli all'esilio.
I principali nobili di Guria, come ad esempio Eristavi e Bezhan Nakashidze non accolsero Giorgio come un trionfatore ma anzi invocarono l'aiuto militare di Bezhan Dadiani per espellere i Guriali a Batumi. Dadiani si limitò a razziare il principato di Guria e poi se ne andò. Gurieli fu in grado di riprendere il controllo del regno d'Imerezia e di siglare una pace con Dadiani. Si rivolse quindi all'aristocrazia locale ed espulse Eristavi.
Giorgio Gurieli si sposò due volte, la prima con Elena (Mariam), figlia del principe Abashidze o, secondo Cyril Toumanoff, di Giorgio Shervashidze, Eristavi di Guria. Dopo il divorzio della coppia nel 1717, Giorgio sposò Khvaramze, figlia di Bezhan Dadiani ed ex moglie del principe Giorgi Nakashidze. Dopo la morte di Gurieli, Khvaramze sposò Shoshita III, duca di Rach'a.